# Cyrnotheba corsica
Cyrnotheba corsica је пуж из реда Stylommatophora и фамилије Helicidae.

## Угроженост
Ова врста је наведена као последња брига, јер има широко распрострањење и честа је врста.

## Распрострањење
Ареал врсте је ограничен на једну државу. 
Француска је једино познато природно станиште врсте.